# Yonathan Eugenio
Eugenio  Suárez est un nom espagnol. Le premier nom de famille, en général paternel, est Eugenio ; le second, en général maternel, souvent omis, est Suárez.
Yonathan Miguel Eugenio Suárez, né le 7 septembre 1998 à Urdaneta, est un coureur cycliste vénézuélien.

## Biographie
Yonathan Eugenio est originaire d'Urdaneta, une municipalité située dans l'État vénézuélien du Trujillo. Il vit toutefois en Colombie depuis un certain nombre d'années,. Dans son pays d'adoption, il se fait remarquer lors de la saison 2021 en décrochant deux tops dix sur des étapes du Tour de Colombie. Il obtient aussi quelques places d'honneur sur des courses du calendrier national. 
En 2023, il se classe septième du Tour du Táchira, tout en ayant remporté une étape. C'est sa première victoire acquise sur une compétition inscrite au calendrier de l'UCI. La même année, il s'impose sur une course vénézuélienne disputée autour de Táriba. Il termine également huitième de la Vuelta a Boyacá.

## Palmarès et résultats

### Palmarès par année
- 2023
  - 4e étape du Tour du Táchira
  - Clásico Virgen de la Consolación :
    - Classement général
    - 2e étape
- 2024
  - 1re étape du Tour du Trujillo (contre-la-montre par équipes)
  - 2e du Clásico José Gregorio Hernández
  - 3e du Clásico Guasdialito Apure

### Classements mondiaux
| Année            | 2023 |
| ---------------- | ---- |
| UCI America Tour | 350e |